# Arthur J. Raffles
Arthur J. Raffles é um personagem de novelas policiais criado pelo autor britânico E. W. Hornung em volta de 1890. Hornung era cunhado de Sir Arthur Conan Doyle e se inspirou no seu famoso detetive para criar o personagem. Ainda assim Raffles é, de muitas maneiras, o inverso de Sherlock Holmes; ele é um ladrão-cavalheiro, que mora no Albany, uma região de classe alta de Londres.
Do mesmo modo que Holmes tem o Dr. Watson para narrar suas aventuras, Raffles tem Harry "Bunny" Manders, um antigo colega seu que foi salvo da desgraça e do suicídio por Raffles, o qual o persuadiu a acompanhá-lo em um roubo. Apesar de sua relativa inocência, da qual Raffles às vezes tira vantagem, Bunny, em várias ocasiões, salva ambos quando Raffles os coloca em situações de que ele não consegue escapar.
Um dos aspectos em comum entre Raffles e Holmes é a sua maestria em disfarces - ele mantém um apartamento sob outro nome no qual ele guarda seus componentes dos disfarces, como máscaras e perucas. Além disso, ele consegue imitar o sotaque de várias regiões da Inglaterra e é fluente em italiano.
Suas histórias serviram, até certo ponto, de inspiração para Maurice Leblanc criar seu Arsène Lupin.